# Odsadka
Odsadka – odległość pomiędzy rysunkiem (oczkiem) znaku a krawędzią pola znaku. W czcionce pole znaku jest płaszczyzną, na której stoi główka znaku, a odsadka (gwarowa nazwa to abzac) to odległość od krawędzi oczka do krawędzi będącej przedłużeniem jednej z płaszczyzn słupka czcionki. Stąd rozróżnia się odsadki boczne, górną oraz sygnaturową (dolną).